# Affaire GSK en Chine
L'affaire GSK en Chine était un scandale financier et industriel où la branche chinoise du fabricant mondial de médicaments GlaxoSmithKline (GSK) a plaidé coupable d'avoir versé des pots-de-vin à des médecins et des hôpitaux pour promouvoir ses produits en Chine.
Le scandale a commencé avec des sextapes du chef de l'entreprise en Chine, Mark Reilly, et de sa petite amie chinoise dans un département de Shanghai, qui ont été envoyées à plusieurs cadres supérieurs de l'entreprise. Les enquêtes de la société sur les sextapes ont conduit à l'emprisonnement de l'enquêteur rémunéré Peter Humphrey et de son épouse Yu Yingzeng en Chine, pays au système judiciaire opaque avec un taux de condamnation de 99%, pour des allégations selon lesquelles ils auraient enfreint la loi sur la protection de la vie privée. Humphrey et sa femme maintiennent qu'ils sont innocents et Humphrey affirme qu'il a été torturé et privé de soins médicaux en raison de son refus d'avouer des accusations inventées de toutes pièces.
Après le procès de Changsha en septembre 2014, la société a présenté ses excuses au peuple chinois et a payé l'une des plus grosses amendes de l'histoire chinoise d'une valeur de 3 milliards de yens (300 millions de livres sterling ; 350 millions d'euros ; 490 millions de dollars). Quatre dirigeants de l'entreprise, dont Mark Reilly, seul ressortissant étranger impliqué, ont été condamnés. Reilly a été condamné à une peine avec sursis et a également été expulsé de Chine. Le Serious Fraud Office britannique a conclu son enquête en 2019 sans avoir trouvé de preuves suffisantes.

## Contexte

### Faible contrôle des sociétés étrangères
La Chine ouvrit son économie aux entreprises mondiales dès 1978, lorsqu'elle décida de s'adapter à une économie davantage axée sur le marché,. Comme l'a dit le juriste américain Jerome Cohen, « pendant longtemps, il y avait eu cette politique de laisser-aller envers les entreprises étrangères. Le gouvernement ne voulait pas gêner ou donner aux étrangers l'impression que la Chine était en proie à la corruption. Mais le contexte a changé."  Cependant, le nationalisme économique croissant de la Chine favorisant les entreprises chinoises au lieu des entreprises étrangères a conduit à une surveillance accrue des entreprises étrangères.

### Corruption du système de santé chinois
Selon les experts, le système de santé chinois est en proie à la corruption. De faux vaccins et des pots-de-vin ont été employés par des médecins pour améliorer leur situation économique. Selon Leon Liu, partenaire du cabinet d'avocats MWE China basé à Shanghai, les citoyens chinois ont payé des prix élevés pour les médicaments en partie à cause de la corruption, que le gouvernement espérait changer. Un an avant le scandale de GSK, certaines entreprises chinoises avaient fait l'objet d'une enquête du gouvernement chinois. Pourtant, GSK n'a pas prêté beaucoup d'attention à l'évolution du marché chinois et a systématiquement ignoré les avertissements concernant la corruption chinoise avant le scandale .

## Lanceur d'alerte du scandale chinois

### Courriels aux régulateurs chinois
Dès décembre 2011, 24 informations anonymes provenant de l'intérieur de GSK China furent envoyées aux régulateurs chinois en 17 mois, ce que n'apprirent les dirigeants de haut niveau de GSK qu'en avril 2012. Les dénonciations rapportaient aux régulateurs les détails de la fraude et de la corruption de GSK en Chine. Bien que la société ait promis aux régulateurs américains qu'ils n'autoriseraient pas de marketing inapproprié et de pots-de-vin aux médecins en juillet 2012 après une amende élevée, elle n'a pas cessé de le faire en Chine. Vivian Shi, chef des affaires gouvernementales de GSK en Chine, fut licenciée car elle était considérée comme la dénonciatrice, bien qu'officiellement, la cause en était la « falsification des frais de voyage » . Vivian Shi utilisa ensuite ses liens avec le système politique chinois pour arrêter Peter Humphry sur ce qu'il prétendait être des accusations inventées de toutes pièces.

### Courriels au siège de GSK
Le conseil d'administration de GSK reçut un e-mail en janvier 2013 allégant que la filiale chinoise aurait commis une fraude dans son activité. L'e-mail, de 5200 mots, était rédigé en anglais. Il indiquait que GSK China travestissait des voyages touristiques en réunions universitaires internationales. L'entreprise payait billets d'avion et chambres d'hôtel de ces réunions afin de soudoyer les professionnels de la santé chinois. L'e-mail poursuivait en accusant GSK China d'avoir falsifié ses registres comptables pour commercialiser illégalement des médicaments en Chine. Le lanceur d'alerte donnait des exemples avec le médicament Lamictal, uniquement approuvé en Chine pour le traitement de l'épilepsie, mais  commercialisé de manière agressive comme médicament contre le trouble bipolaire. Le médicament a tué un patient en raison d'un marketing frauduleux, mais GSK a choisi de payer environ 9 000 dollars américains pour faire taire les victimes .

### Pots-de-vin aux régulateurs chinois
Cependant, les avertissements du lanceur d'alerte ont été simplement considérés comme une "campagne de diffamation", comme le montre le rapport confidentiel de l'entreprise acquis par le New York Times . Xinhua, agence de presse gérée par l'État, a déclaré que des années avant le scandale, les régulateurs de toute la Chine recevaient des informations sur la corruption de GSK. Prétendument en 2012, Mike Reilly, Zhang Guowei et Zhao Hongyan de l'entreprise fondèrent même une unité de gestion des risques pour faire face aux dessous-de-table. Des dirigeants présumés de GSK ont soudoyé les régulateurs pour qu'ils se concentrent sur la « concurrence inégale » au lieu de la « corruption commerciale ». L'exécutif a admis que l'entreprise avait tenté de limiter l'amende à 50 000 dollars mais avait échoué.

## Sextape du dirigeant en Chine
En mars, 13 dirigeants du siège de la société à Londres, dont le PDG Andrew Witty, reçurent un e-mail avec une sextape en pièce jointe d'un expéditeur anonyme appelé "gskwhistleblower". La cassette secrètement filmée montrait des activités intimes de Mark Reilly avec sa petite amie. Le film avait été monté pour masquer le lieu, mais avait été tourné dans la chambre de l'appartement de M.Reilly à Shanghai. Après avoir reçu l'e-mail, il le plaça dans un endroit plus sûr . L'e-mail accusait la société et Mark Reilly d'utiliser China Comfort Travel pour soudoyer des médecins.

### Enquête de GSK sur le lanceur d'alerte
En avril 2013, Mark Reilly, le responsable Chine de GSK, a payé ChinaWhys de Peter Humphrey, un petit cabinet de conseil en risques qui travailla pour Dell et Dow Chemical, pour enquêter sur l'effraction dans son appartement et estimer l'influence potentielle de l'ancienne employée licenciée, Vivian Shi, qui était censé être le dénonciateur, au gouvernement. Humphrey croyait qu'il enquêtait sur une campagne de diffamation. Il se rendit à Lanson Place où la bande avait été filmée et compila un dossier des suspects potentiels. Le 6 juin 2013, Humphrey soumit un rapport à GSK dans lequel il croyait que Shi était la partie responsable.

### Enquête interne
L'activité de GSK en Chine était en proie à des allégations de corruption. 56 employés en Chine furent licenciés l'année précédant le scandale, sur un total de 312 licenciements. Bien que la société ait enquêté sur les allégations formulées par le dénonciateur, une semaine avant l'enquête chinoise, l'enquête interne s'est terminée sans « aucune preuve de corruption ou de pots-de-vin dans nos activités en Chine ». Le New York Times déclara qu'un audit interne en 2011 montrait déjà de sérieux problèmes dans les installations de GSK China .

## Enquêtes policières

### Premières preuves
La police chinoise a nié que c'était en raison de conflits internes et d'informations provenant de l'intérieur de l'entreprise qu'elle avait lancé l'enquête.
Selon Xinhua et le rapport de police, les enquêtes chinoises ont commencé par une enquête sur une agence de voyages inconnue à Shanghai au début de 2013. Selon les médias basés à Shanghai, l'Economic Observer, l'agence de voyages, à savoir Shanghai Linjiang International Travel Agency Co., Ltd fut fondée il y a 7 ans avant l'enquête, par un promoteur immobilier de Shanghai et un célèbre footballeur chinois. La police chinoise déclara que l'agence de voyages avait une faible activité mais que ses revenus passèrent de millions à plusieurs centaines de millions de RMB. Une enquête sur l'agence de voyages avec l'aide d'autres bureaux gouvernementaux identifiérent ses liens avec GSK et d'autres sociétés pharmaceutiques.

### Intervention policière
Le ministère de la Sécurité publique chargea la police de Changsha de former un groupe de travail pour enquêter sur cette piste. Le groupe de travail rassembla des preuves de la corruption de GSK dans plus de dix provinces chinoises, dont Pékin, Shanghai, Liaoning et Xinjiang sur une période d'un an. La police de Shanghai et de Zhengzhou fut également chargée de mener l'enquête sur ces crimes économiques présumés.
Les 27 juin et 10 juillet 2013, la police de Changsha, avec l'aide de la police de Shanghai et de Zhengzhou, effectua des descentes dans plusieurs bureaux de GSK et agences de voyages connexes à Pékin, Shanghai et Nanjing, saisissant fichiers et ordinateurs portables et interrogeant des employés . Quatre cadres furent arrêtés à Shanghai, dont Mike Reilly, le directeur chinois de l'entreprise et protagoniste de la sextape. Au total, quatorze personnes furent  arrêtées. La police de Changsha annonça l'opération dans une brève déclaration sur Weibo le 28 juin. En outre, AstraZeneca, UCB ,, et d'autres employés d'entreprises pharmaceutiques ont également été interrogés par l' Administration d'État pour l'industrie et le commerce et la police. Selon le New York Times, les groupes Merck, Roche, Sanofi et Novartis auraient aussi collaboré avec l'une des agences de voyages impliquées dans le versement de pots-de-vin.

### Réaction de GSK
Mike Reilly quitta la Chine le 27 juin lorsque la police intervenint à GSK Chine, et ne fut pas arrêté par la police. Dans une publication éditée par la police, le chef de l'unité antifraude chinoise Gao Feng a déclaré que GSK était au centre des réseaux de corruption. Gao a poursuivi : "Il s'agit d'une violation très grave et d'une affaire très médiatisée. Nous nous demandons pourquoi nous n'avons reçu aucune information. Quant au chef des affaires chinoises, vous feriez mieux de lui demander vous-même pourquoi il a quitté la Chine et n'est pas disposé à revenir jusqu'à présent." Mais il a également déclaré qu'il était prêt à coopérer avec des partenaires étrangers. GSK répondit qu'elle coopérerait étroitement avec les autorités chinoises. Plus tard, Reilly est volontairement retourné en Chine pour aider la police dans les enquêtes.

## Couverture médiatique chinoise

### Corruption du corps médical
Le brevet du principal médicament contre l'hépatite de GSK, Heptodin, a expiré en 2006. Pour y faire face, la société a lancé Changcheng ( Chinese  'Great Wall Project' ) et Longteng ( Chinese  « Dragon Flying Project » ) où la société a utilisé la corruption pour éviter que les médecins chinois n’utilisent l’équivalent chinois de l’heptodine ,.
Selon Gao Feng, chef de l'unité d'enquête sur les crimes économiques au ministère chinois de la Sécurité publique, GSK transféra 3 milliards de yuans à plus de 700 agences de voyages et cabinets de conseil au cours d'une période de 6 ans, par l'intermédiaire desquels l'entreprise a soudoyé des médecins, des hôpitaux, des fonctionnaires et des associations médicales. GSK achetait des services aux agences de voyages à des prix bien plus élevés que les prix réels, de sorte que les agences pouvaient servir de fonds de corruption indépendant des réglementations financières internes de l'entreprise .
Xinhua a décrit la hiérarchie des réseaux de corruption de GSK, où les représentants de l'entreprise ont soudoyé des médecins ordinaires, les directeurs de zone ont soudoyé des clients majeurs, le directeur régional a soudoyé des VIP, le département marketing a soudoyé des universitaires et le département VIP a soudoyé des instituts. Pour éviter la réglementation, la société a payé 7 petites sociétés pharmaceutiques, dont Jiangsu Tailing ( Chinese: 江苏泰陵医药) pour vendre ses produits. La société a acheté des voitures, des caméras, des téléviseurs, des voitures électriques et d'autres équipements non médicaux à des centres de contrôle des maladies et d'injection de vaccins corrompus pour 13 millions de yens .

### Distorsion du prix des médicaments
La lamivudine de GSK était au prix de 142 RMB en Chine continentale, alors qu'il ne coûtait que 18 RMB, 26 RMB, 30 RMB pour acheter le médicament respectivement en Corée, au Canada et en Grande-Bretagne. L'adéfovir Dipivoxil, un autre produit de GSK, était facturé 182 RMB, alors qu'il n'en coûte que 103,5 RMB et 59,92 RMB pour les acheter au Japon et à Hong Kong. L'enquête policière a également montré comment GSK a manipulé les prix de ses médicaments en Chine, en prenant cinq mesures :
1. L'entreprise ferait d'abord des études de marché en Chine. S'il y avait des médicaments similaires en Chine, elle prendrait les prix de cess médicaments comme référence, ou sinon, la société pourrait fixer le prix du médicament "aussi haut qu'elle le souhaite".
2. GSK China a ensuite communiqué les prix au secteur financier de GSK.
3. GSK a ensuite envoyé les prix en Chine au centre de prix de transfert (TP) de GSK pour calculer les prix d'importation et les prix de revient.
4. Une fois les prix approuvés par le centre TP, GSK Chine importerait les médicaments aux prix d'importation calculés.
5. GSK China demanderait alors l'approbation de la Commission chinoise du développement et de la réforme pour un nouveau prix basé sur le prix d'importation calculé.

Chen Hongbo, ancien directeur de GSK Chine, a déclaré à Xinhua que les prix de transfert étaient une stratégie courante des multinationales, où un produit était d'abord vendu à un pays intermédiaire à un prix élevé, puis il était importé vers la destination à un prix encore plus élevé. sur la base du prix de vente dans le pays intermédiaire. Une autre façon était d'importer des matières premières pour les médicaments. Par exemple, la matière première de Zinacef était conditionnée à Chypre puis importée en Italie à un prix transféré. Après avoir été mis en bouteille en Italie, le médicament en bouteille était importé en Chine à un prix beaucoup plus élevé. Après qu'il a été étiqueté en Chine, le prix était encore plus élevé. La police déclara aux médias qu'au cours de la période 2009-12, les revenus de l'activité principale de GSK China étaient de 397,8 millions de yens, 486,2 millions de yens, 552,9 millions de yens, 697,5 millions de yens, mais les bénéfices n'étaient que de 11 millions de yens, -4,7 millions de yens, 6,0 millions de yens, -18,8 millions, en raison de la stratégie de prix de transfert de l'entreprise. Un autre dirigeant de la société Liang Hong déclara que cela avait aidé l'entreprise à éviter l'imposition en Chine.
GSK a utilisé la corruption pour stimuler les ventes de médicaments extrêmement chers. Un représentant de GSK a déclaré à Xinhua que son patron lui avait dit : « Si le médecin veut de l'argent, alors donnez-lui de l'argent ; si le médecin veut des résultats scolaires, alors offrez-lui en l'opportunité. Liang Hong a estimé que 30 % des prix des médicaments étaient utilisés à des fins de corruption dans les ventes de GSK China. Bien que le service de conformité et le service d'audit interne de GSK Chine aient montré à l'entreprise que l'entreprise falsifiait des factures et fabriquait des registres et des livres, les avertissements n'ont pas été pris au sérieux. Lan Shengke, un cadre de GSK China, a déclaré que Mike Reilly a même licencié un directeur du service de conformité car l'application stricte des règles de conformité a affecté les performances des ventes en 2011.

## Décision de la Cour chinoise
Le procès pour corruption commerciale de l'entreprise s'est tenu dans la ville chinoise de Changsha le 19 septembre 2014. Selon Xinhua, le procès au tribunal populaire intermédiaire de Changsha n'était pas public comme l'avait demandé GSK qui voulait bénéficier du secret concernant ses activités commerciales. Mike Reilly fut condamné à 3 ans de prison avec suspension de 4 ans et expulsion de Chine. Trois autres employés chinois de GSK ont été condamnés à 2 à 4 ans. L'entreprise fut condamnée à une amende record de 3 milliards de yuans, soit 380 millions d'euros,.
L'amende était la plus grosse amende infligée à une entreprise en Chine, mais GSK n'a pas tenté de se défendre. Dans un communiqué après le procès, la société a déclaré qu'elle "s'excuse auprès des patients, des médecins et des hôpitaux chinois, ainsi qu'auprès du gouvernement chinois et du peuple chinois". La société a déclaré qu'elle avait appris de ses erreurs et qu'elle prendrait "des actions concrètes pour s'imposer comme un modèle de réforme dans le secteur de la santé en Chine". La société a également promis de continuer à investir en Chine et de modifier fondamentalement son programme d'incitation . Une source déclara à China Business Networks que le groupe de vente de médicaments contre l'hépatite, qui était lié aux plans de corruption de l'entreprise, avait été réduit après le scandale .

## Impact

### Stratégies de vente de GSK
Bien que le marché chinois n'ait contribué qu'à une petite fraction du chiffre d'affaires global de GSK, ce sont les marchés de l'entreprise qui connaissent la croissance la plus rapide. L'entreprise avait massivement investi sur le marché, où elle a construit des installations cliniques et de recherche . Les ventes de GSK en Chine ont enregistré une baisse de 25 % au deuxième trimestre 2014. À l'échelle mondiale, les bénéfices trimestriels ont chuté de 14% à 1,3 milliard de livres sterling, ce qui était inférieur aux prévisions des analystes, entraînant une baisse de 5% du cours de ses actions, la plus forte baisse du FTSE 100. La société faisait toujours face à une enquête du Serious Fraud Office du Royaume-Uni et du ministère de la Justice américain, en raison des lois contre la corruption à l'étranger dans les deux pays où GSK était répertorié ,.
Les poursuites judiciaires en Chine ont forcé la société à faire une déclaration en décembre 2013, où des changements dans les programmes d'incitation, y compris l'annulation des objectifs de vente individuels et des bonus associés, ont été proposés et devraient être appliqués depuis 2014. Pour éduquer les médecins sur ses produits "de manière transparente et sans aucune perception de conflit d'intérêts", la société visait également à arrêter le paiement direct à tous les participants aux conférences médicales d'ici 2016, ce qui a été considéré comme une mesure importante par la British Medical Association.
À la suite du scandale, GSK a promis de baisser les prix de ses produits en Chine, ce qui a été considéré comme un signal pour les autres fabricants de médicaments en Chine . La Commission nationale du développement et de la réforme a déclaré qu'elle examinerait les prix des médicaments par 60 entreprises, après avoir réussi à obliger certains producteurs étrangers de préparations pour nourrissons à baisser les prix lors d'une enquête antérieure sur les prix. Mais les prix bas ne devraient pas durer longtemps sans un changement systématique du système de santé chinois. De nombreux médecins chinois ont déclaré qu'ils n'avaient d'autre choix que d'utiliser ces médicaments étrangers, alors que les patients chinois avaient peu de confiance dans la qualité des équivalents chinois.

### Les entreprises étrangères dans la campagne anti-corruption de la Chine
Pendant longtemps, la corruption était généralement considérée comme faisant partie du coût des affaires en Chine, et l'industrie médicale ne faisait pas exception. Le cas de GSK s'est produit dans le contexte de la campagne anti-corruption de Xi Jinping, qui était censée se concentrer sur l'élimination des opposants politiques plutôt que sur l'éradication de la corruption. Ben Cavender, directeur associé du China Market Research Group, a déclaré que le cas de GSK pourrait faire partie de la plus grande tendance à lutter contre la corruption, où il est conseillé aux entreprises étrangères de respecter scrupuleusement la loi. Cependant, la Chambre de commerce américaine en Chine et le US-China Business Council ont publié des rapports, affirmant que les entreprises étrangères en Chine se sentaient de plus en plus ciblées par les régulateurs chinois. Le président du Conseil commercial américano-chinois a douté que la Chine utilise ce genre de sondes pour protéger son industrie nationale .
L'effort anti-corruption s'est retourné contre la communication entre les entreprises pharmaceutiques internationales et les universitaires chinois et les entreprises locales. Un directeur de recherche principal à Shanghai a admis qu'une nouvelle coopération impliquant de l'argent entre des sociétés pharmaceutiques internationales et des universitaires et des hôpitaux chinois avait été suspendue en 2013. Les sociétés pharmaceutiques investissent généralement dans la formation médicale continue (FMC) où les derniers progrès médicaux sont discutés afin d'encourager les médecins à utiliser leurs produits. Alors que la FMC était strictement réglementée en Europe et aux États-Unis, il y avait peu de surveillance dans les marchés émergents tels que la Chine . En Chine, les entreprises pharmaceutiques étrangères étaient généralement celles qui payaient les programmes éducatifs que peu d'entreprises chinoises payaient.

## Conséquences

### Violation de la vie privée de Humphrey
Selon des avocats du Financial Times, la loi chinoise sur la protection de la vie privée est passée de l'une des plus souples à une des plus strictes. En 2009, le pays a modifié la loi pénale pour interdire le transfert ou le commerce illégal de données personnelles et punir quiconque souhaite les acheter ou les vendre. La violation de la loi peut entraîner jusqu'à 3 ans de prison.
Le 10 juillet  soit deux semaines après les opérations de police dans les bureaux de GSK, la police de Shanghai a arrêté Humphrey et sa femme Yu dans leur appartement de Shanghai, les inculpant de violation de la loi sur la protection de la vie privée. Harvard Humphrey, le fils de Peter Humphrey, a accusé GSK d'avoir engagé son père "sous de faux prétextes", et a décrit son père comme "un homme honorable et respectueux des lois". Humphrey et son épouse Yu ont déclaré avoir accepté l'offre car ils pensaient que les allégations de corruption étaient fausses et qu'ils enquêtaient sur une campagne de diffamation . Humphrey a déclaré à la télévision nationale chinoise qu'il n'avait pas l'intention d'enfreindre la loi chinoise. Il a refusé d'avouer les charges retenues contre lui ,.
Humphrey et Yu ont acquis 256 informations personnelles. Humphrey a été condamné à 2 ans et demi et Yu a été condamné à 2 ans par le premier tribunal populaire intermédiaire de Shanghai, ce qui était une peine beaucoup plus sévère par rapport à d'autres cas de conditions similaires à Shanghai. Après avoir été privé de soins et torturé, Humphrey a été libéré 7 mois plus tôt et sa femme Yu a été libérée à peu près au même moment. Ils ont quitté la Chine et se sont rendus au Royaume-Uni le 16 juin 2015 .

### Licenciement illégal
Dans le licenciement annoncé le 6 mars 2015, 3 femmes enceintes et 4 mères allaitantes ont été licenciées. Selon un ancien employé, l'entreprise leur a parlé individuellement, affirmant que les employés avaient un mauvais comportement et qu'elle avait des preuves de cela. L'entreprise a demandé aux employés de remettre un rapport de démission avant le 9 mars, et l'entreprise le considérerait comme une démission volontaire. Les employés ont été menacés par l'entreprise car elle laisserait une marque noire dans les documents de leurs employés si les employés refusaient de se conformer aux demandes. L'accès des employés licenciés à leur bureau et à leurs e-mails a été coupé le jour même de l'entretien.
GSK China a identifié et licencié plus de 110 employés "à la suite d'une répression des dépenses illégales" au cours de la période précédant le scandale,. Les employés licenciés se sont rassemblés devant le siège de GSK à Shanghai pour protester contre le licenciement  .Environ la moitié des travailleurs licenciés ont fait appel de leur licenciement et du refus de GSK de rembourser aux employés les dépenses engagées avant le licenciement, devant un comité d'arbitrage des conflits du travail,.

### Vivian Shi et le lanceur d'alerte
Selon le New York Times, le dénonciateur pourrait être plus d'une personne, car les e-mails adressés aux régulateurs étaient rédigés en anglais courant via un compte Gmail, tandis que les e-mails contenant une sextape étaient rédigés dans un anglais médiocre via un service de messagerie chinois. L'une des adresses e-mail a répondu au New York Times en niant que Vivian Shi était une dénonciatrice. La réponse ajoutait :
"I didn’t reveal to GSK personnel that I was the whistle-blower because doing so would have placed me in potential physical jeopardy. You understand that criminals — you know that they were convicted later in Chinese courts — were in charge of GSK China at that time, and I truly believe that they would have harmed me in some fashion had they discovered my identity."
L'entreprise nia avoir tenté de débusquer le dénonciateur et tenta plutôt de masquer une faille de sécurité pour ses employés. En 2015, Shi a rejoint l'entreprise qui l'avait licenciée il y a trois ans. GSK a confirmé l'information mais a refusé de faire d'autres commentaires. Les amis du couple Humphrey/Yu pensaient que Shi était une figure clé dans la détention du couple et les enquêtes du couple sur les relations politiques de Shi ont abouti à leur envoi en prison.

### Enquêtes menées par d'autres gouvernements

#### Serious Fraud Office, Royaume-Uni, 2014
Le Serious Fraud Office du Royaume-Uni a ouvert une enquête en 2014, mais l'affaire a été classée par sa nouvelle directrice Lisa Osofsky en 2019, après avoir coûté 7,5 millions de livres sterling dans l'enquête. Le directeur de l'Office a déclaré,, :
"After an extensive and careful examination, I have concluded that there is either insufficient evidence to provide a realistic prospect of conviction or it is not in the public interest to bring a prosecution in these cases."

#### Securities and Exchange Commission, États-Unis, 2016
Comme la corruption de GSK en Chine  en 2010-2013 était une violation du Foreign Corrupt Practices Act, la loi américaine sur les pratiques de corruption à l'étranger, la Securities and Exchange Commission a ouvert une enquête sur l'entreprise. En septembre 2016, GSK a accepté de payer une amende civile de 20 millions de dollars pour régler l'affaire, mais elle n'a ni admis ni nié les allégations.